# Théâtre Mercelis
Le Petit Théâtre Mercelis est un théâtre situé à Ixelles. Il accueille artistes et public à mi-chemin entre l’avenue Louise et la place Fernand Cocq, aux numéros 13 et 15 de la rue Mercelis.

## Présentation

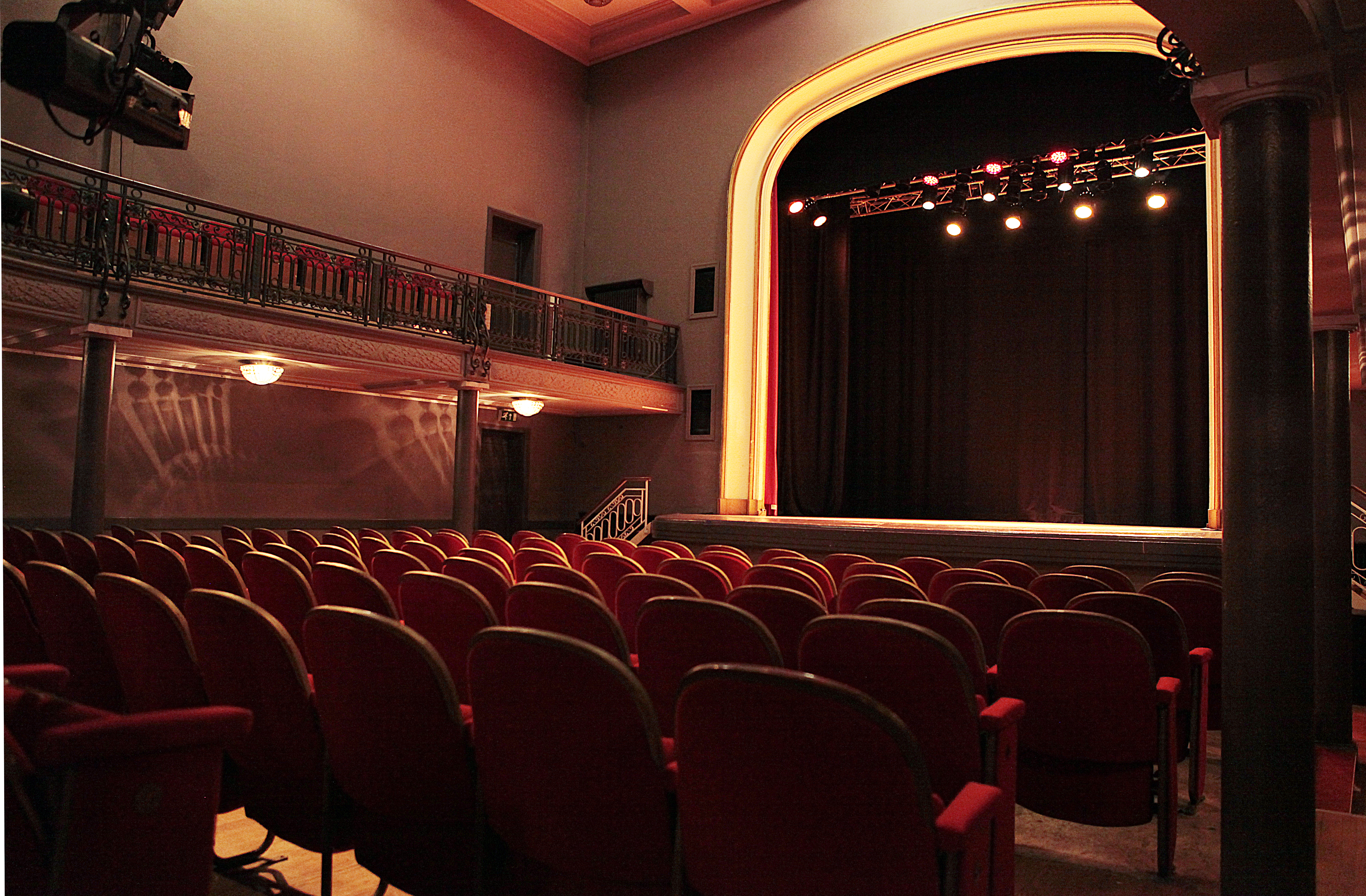
L’intérieur du théâtre.

Construit au début du XXe siècle, au cœur de la commune d’Ixelles, le lieu, destiné au divertissement, a d’abord abrité un café, une salle de billard au rez-de-chaussée et une arrière-salle pour banquet, ainsi qu’un petit théâtre, utilisé pour des conférences, des spectacles d’amateurs, des soirées philanthropiques et des réunions électorales.
Le 2 février 1926, le groupe surréaliste « Correspondance » constitué des poètes Paul Nougé et Camille Goemans ainsi que les musiciens André Souris et Paul Hooreman, organise au Théâtre Mercelis un concert suivi d'un spectacle. Ce dernier, intitulé « Le Dessous des cartes », comptait une vingtaine de participants, et mélangeait sketchs, musiques, chants et danses, le tout dans l’esprit encore très dadaïste.
André Souris explique son expérience : « La pièce était tissée de phrases toutes faites savamment désordonnées, de chansons, de danses et d'une musique qui passait de l'exécution littérale du Quadrille des lanciers à du jazz sublimé ou à des pièces subtiles de facture compliquée, pour se terminer, parallèlement au désordre culminant sur la scène, par une improvisation générale brusquement interrompue par la chute d'un rideau ».
Le spectacle a été réalisé volontairement avec un petit budget pour une « désacralisation du spectacle »
Dans les années 1930, la commune d’Ixelles y loue des locaux avant de devenir propriétaire du bâtiment, peu après la Seconde Guerre mondiale.
En 1953, Armand Poppe, l'architecte communal, entreprend la rénovation du théâtre, à l'intérieur et à l'extérieur, et lui donne son aspect traditionaliste.
Le bâtiment abritait aussi la bibliothèque communale qui a déménagé en 2010 quelques maisons plus loin dans la rue Mercelis, au numéro 19. Une ludothèque occupe le rez-de-chaussée depuis 2014. Le lieu dispose également d’une petite salle polyvalente équipée de gradins de 72 places en dessous du théâtre, au rez-de-chaussée, et est plutôt destinée au jeune public.
Le Petit Théâtre Mercelis avait une capacité de 150 places jusqu’en 2017, année au cours de laquelle la commune d’Ixelles, propriétaire du lieu, augmente la capacité à 178 places, et proposant au théâtre des nouveaux sièges en tissu gris capitonné avec des accoudoirs en bois.
Le théâtre propose, aujourd’hui, un programme culturel varié et peut également être loué pour des événements. Le bâtiment abrite les services de la Culture et l'Instruction Publique.

## La rue Mercelis
La construction de la rue Mercelis débute en 1836. Elle se trouve entre la place Fernand Cocq et la rue de l’Arbre Bénit. À partir de 1843, la rue est prolongée jusqu’à l’avenue Louise. Le profil de la rue est dessiné par Victor Jamaer, architecte de la ville de Bruxelles de l’époque, en 1864.
La rue est bâtie essentiellement entre 1841 et 1900. Le côté pair présente des bâtiments construits en 1870 par les entrepreneurs Labarre principalement néoclassiques, alors que le côté impair montre des maisons plus modestes, dont certaines possèdent un rez-de-chaussée commercial. Dans les années 1950-1960, nombreuses sont les maisons transformées, rénovées ou démolies.
Cependant, l'origine du nom de la rue est contestée. En effet, la rue tiendrait son nom de Charles Marcellis, mais son passage à Ixelles n'est pas certain. Par contre, une veuve Mercelis, propriétaire de terrains proches, a traité à plusieurs reprises avec les Autorités communales.
Bien que les plus anciens permis de bâtir soient au nom de Marcellis, la rue a finalement opté pour le nom de Mercelis.

La rue Mercelis a connu la première école primaire communale en 1844 (faisant le coin avec la rue des Champs-Élysées) et la première école de filles en 1857.
Parmi les riverains marquants, la rue a abrité Charles De Coster, figure littéraire de l’époque, l’artiste lyrique Georges Villier et le sculpteur Henri De Groux .
Au no 35 a séjourné Auguste Poulet-Malassis, l’éditeur exilé de Charles Baudelaire qui lui rendait visite entre 1864 et 1866. En effet, l’éditeur originaire de France s’était réfugié à Bruxelles en 1863 à la suite d'une faillite commerciale qui aurait pu avoir des conséquences judiciaires. Il poursuivait son activité éditoriale à Ixelles jusqu’à son retour à Paris en 1871. Bien que clandestine, elle continuait à susciter l’intérêt. Pour l’anecdote, la réédition des « Fleurs du Mal » de Charles Baudelaire, publiée en Belgique dans les années 1860, leur avait valu leur première condamnation « pour offense à la morale publique et aux bonnes mœurs ».

## Le traditionalisme
La façade du Petit Théâtre Mercelis est de style traditionaliste.
L’architecture traditionaliste est un mouvement architectural né en Europe au début du XXe siècle, dans les années 1920, notamment aux Pays-Bas, en parallèle avec l’architecture moderne dont le traditionalisme en est une opposition. Elle est en réaction aux styles néo-gothique et néo-renaissance.  
En effet, après les deux Guerres Mondiales, l’architecture se voit divisée en deux tendances : d'un côté, les traditionalistes tentent de conserver l’image de la ville ancienne et qui reconstruisent la ville à l’identique et de l'autre, les modernistes  veulent faire table rase du passé en donnant un élan de renouveau à la ville.
Le traditionalisme est une renaissance des styles et des traditions architecturales rurales et nationales, avec briques claires et visibles, et une décoration minimale, le tout avec des matériaux traditionnels.

## La façade

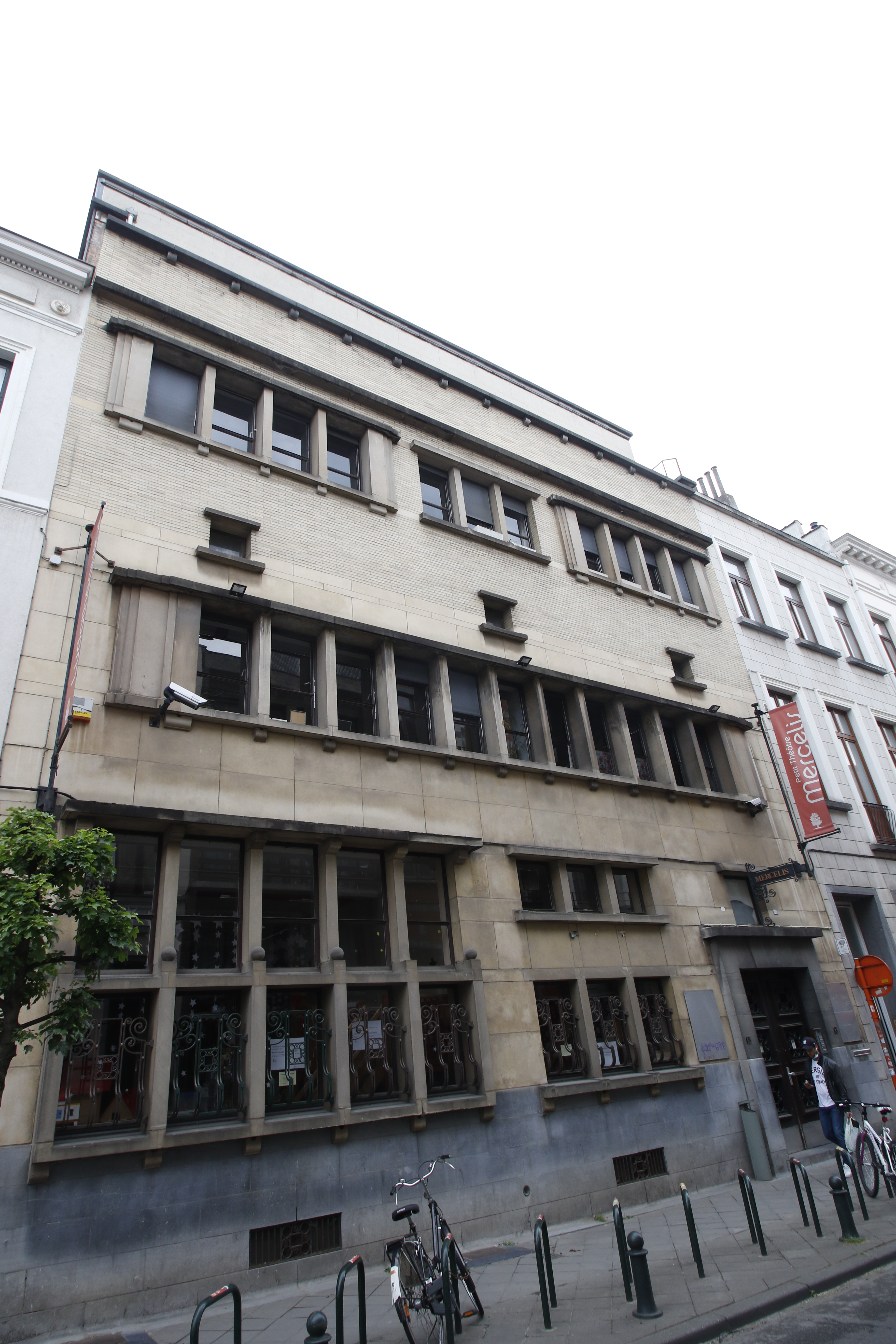
Le Petit Théâtre Mercelis.

À première vue, il est presque impossible de se douter que cette façade, semblable à toutes celles de la rue, cache un théâtre. Le Petit Théâtre Mercelis occupe en réalité deux bâtiments, mais la façade ne laisse pas paraître de limite entre les deux. La façade est donc plus large que celles des maisons mitoyennes. C’est sans doute sa largeur qui distingue le théâtre des autres habitations. Il s’aligne cependant au trottoir, comme l’ensemble de la rue.
La façade est de style traditionaliste en pierre blanche et en briques jaunes en appareil  régulier rehaussées par des éléments en pierre bleue. Le bâtiment se compose d’un rez-de-chaussée surplombé de trois étages sous toiture.
Les trois premiers niveaux disposent de fenêtres en bandeaux, structurées par d’épais encadrements en pierre. Le dernier niveau, séparé par un bandeau  en relief des trois autres registres, est en attique.
Le rez-de-chaussée est en pierre blanche et a un soubassement en pierre bleue interrompu par deux barreaudages et une cassolette qui se trouve entre. Il est composé de trois parties : de gauche à droite, se trouvent d’abord des grandes baies de fenêtres coupées en deux par un élément en pierre carré surmonté de décorations sphériques. Le bas des fenêtres est posé sur un appui tandis que le haut de la fenêtre est terminé par un linteau droit posé sur des corbeaux. Séparées des grandes fenêtres par un trumeau, deux rangées de plus petites fenêtres sont alignées aux premières, et séparées entre elles par une allège. Contrairement à la rangée de trois fenêtres du bas, celles du haut ne possèdent pas de corbeaux sous l’appui de fenêtre, mais sont, elles, terminées d’un linteau droit, celles du dessous ayant un linteau suggéré par l’appareillage de la pierre.
Toutes les fenêtres du bâtiment sont composées d’une imposte et d’un ouvrant.
Un autre trumeau sépare les fenêtres de la porte d’entrée à deux battants. Celle-ci est surélevée par une marche de seuil et est principalement faite de bois. Elle est mise en valeur par un encadrement en pierre grise et en pierre bleue. Les deux battants ont chacun trois carrés de vitrages, remplaçant les panneaux de porte, décorés par ce qui est appelé une grille décorative.  La porte est surmontée d’un linteau en pierre bleue, faisant toute la largeur de la porte, sur lequel se pose une petite fenêtre, similaire aux fenêtres voisines avec une simple linteau droit. Cette fenêtre est graphiquement coupée en deux par l’enseigne en fer notifiant le nom du lieu.
Le premier étage est lui aussi en pierre blanche, avec des fenêtres en bandeaux faisant la quasi-totalité de la largeur de la façade. Les fenêtres sont alternées de baies et de piliers carrés épais en pierre, ce qui rythme la façade. Elles sont encadrées par un linteau droit et par un appui de fenêtres avec corbeaux alignées aux meneaux et plus large aux extrémités.
Juste au-dessus, sont superposées aux baies de fenêtres de droite, du milieu et de gauche, trois plus petites fenêtres, créant une transition entre la pierre blanche et la brique jaune. Elles ont toutes les trois un linteau et un appui, sans denticule cette fois.
Chaque appui et chaque linteau est prolongé par la pierre : des bandes de pierre de la hauteur des appui et linteau font la continuité sur toute la largeur de la façade.
Au deuxième étage, les fenêtres en bandeau se divisent en trois. Aux deux extrémités, les fenêtres sont similaires à celles du premier étage, c’est-à-dire : un linteau droit en pierre bleue et un appui avec denticules. Les fenêtres du milieu sont, quant à elles, plus modeste, avec un linteau moins prononcé et un appui sans denticule, le tout en pierre blanche. Elles sont divisées en trois baies, séparées par des piliers en pierre.
Le dernier étage, séparé des autres par un bandeau, est en attique et intégralement en briques jaunes. Il est terminé d’une corniche en pierre bleue à corbeaux. Contrairement aux bâtiments voisins, le théâtre n’a pas de toiture mansardée, mais a bien un toit plat.

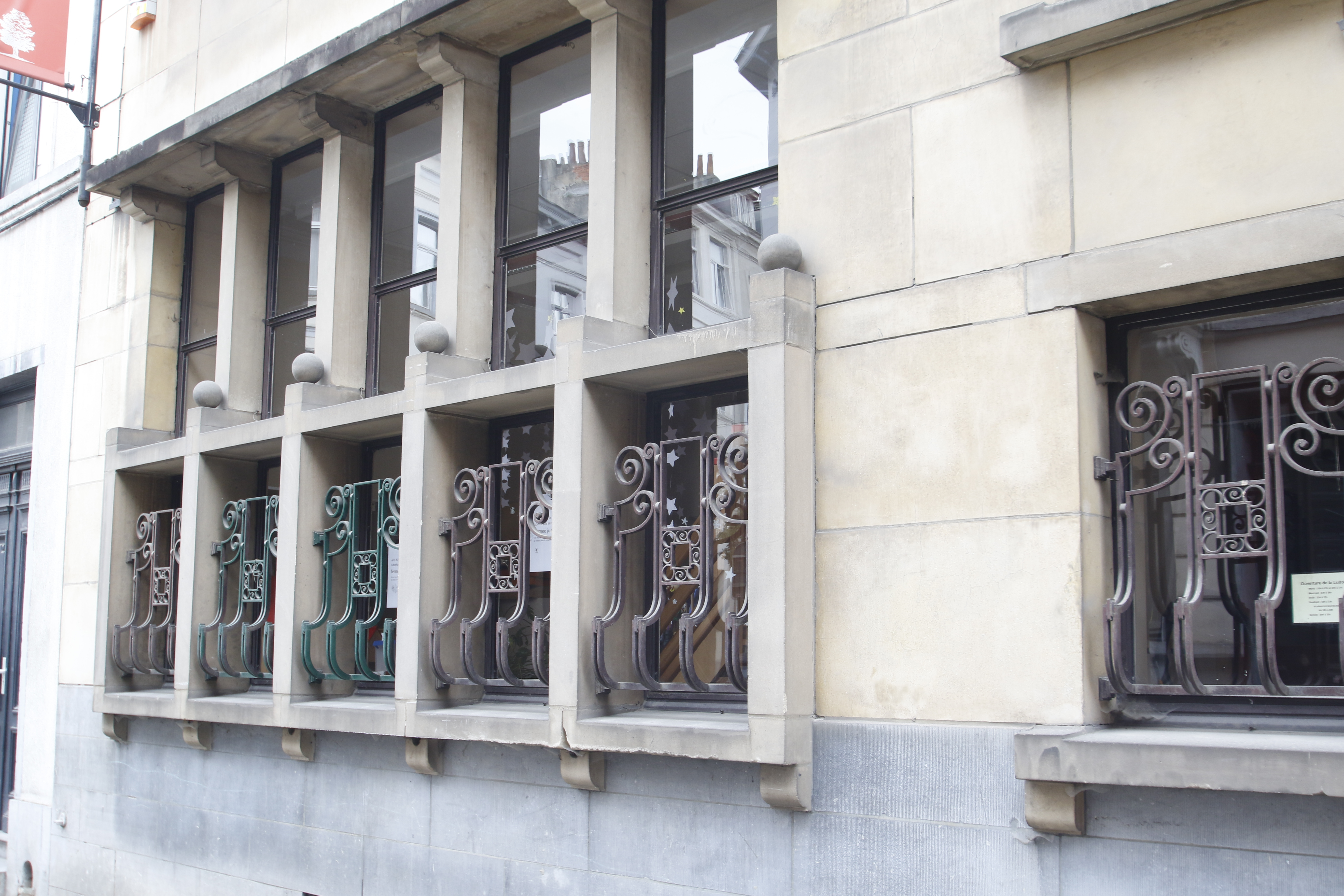
Les fenêtres du rez-de-chaussée, l'encadrement en pierre et les grilles décoratives.

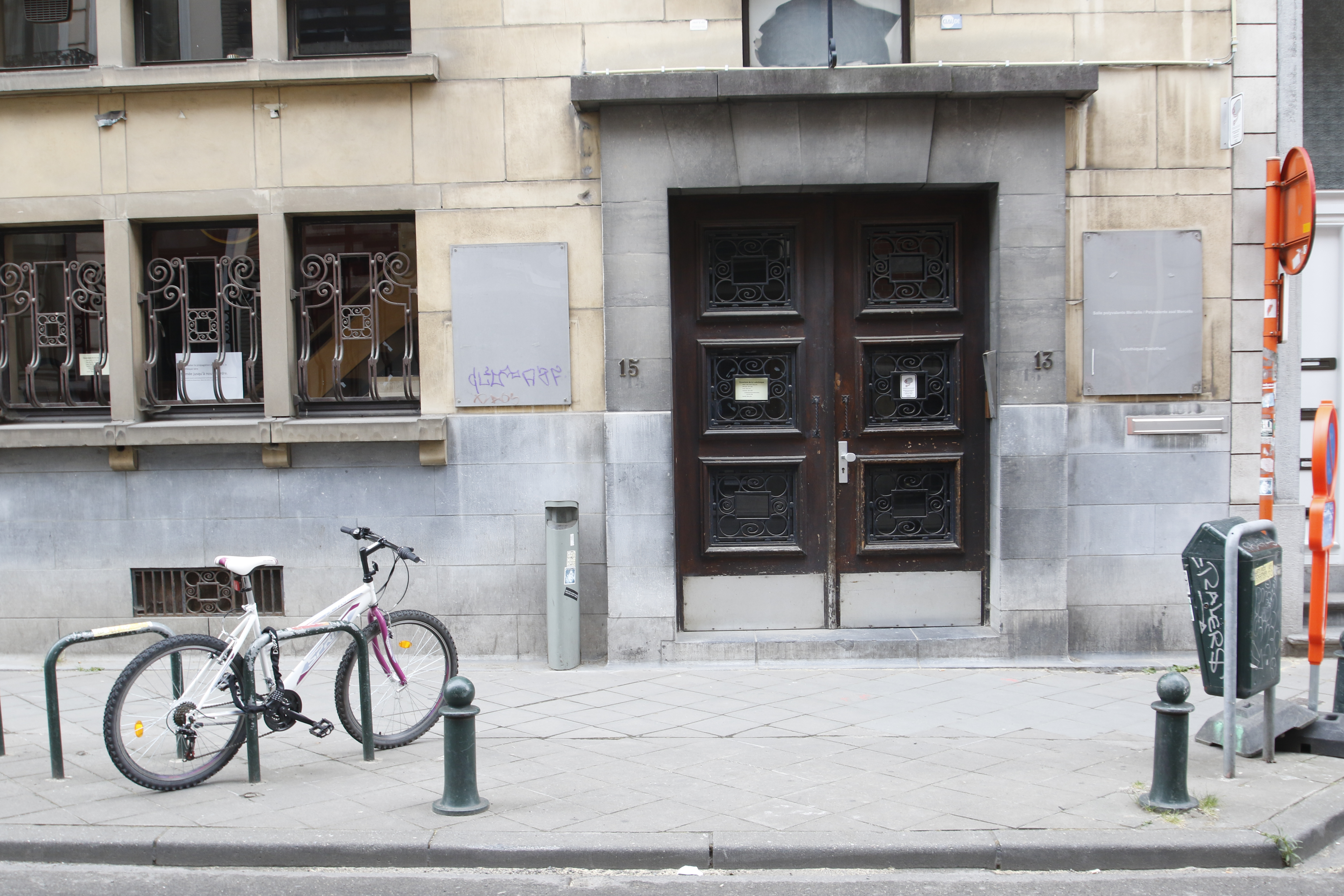
L'entrée du bâtiment.

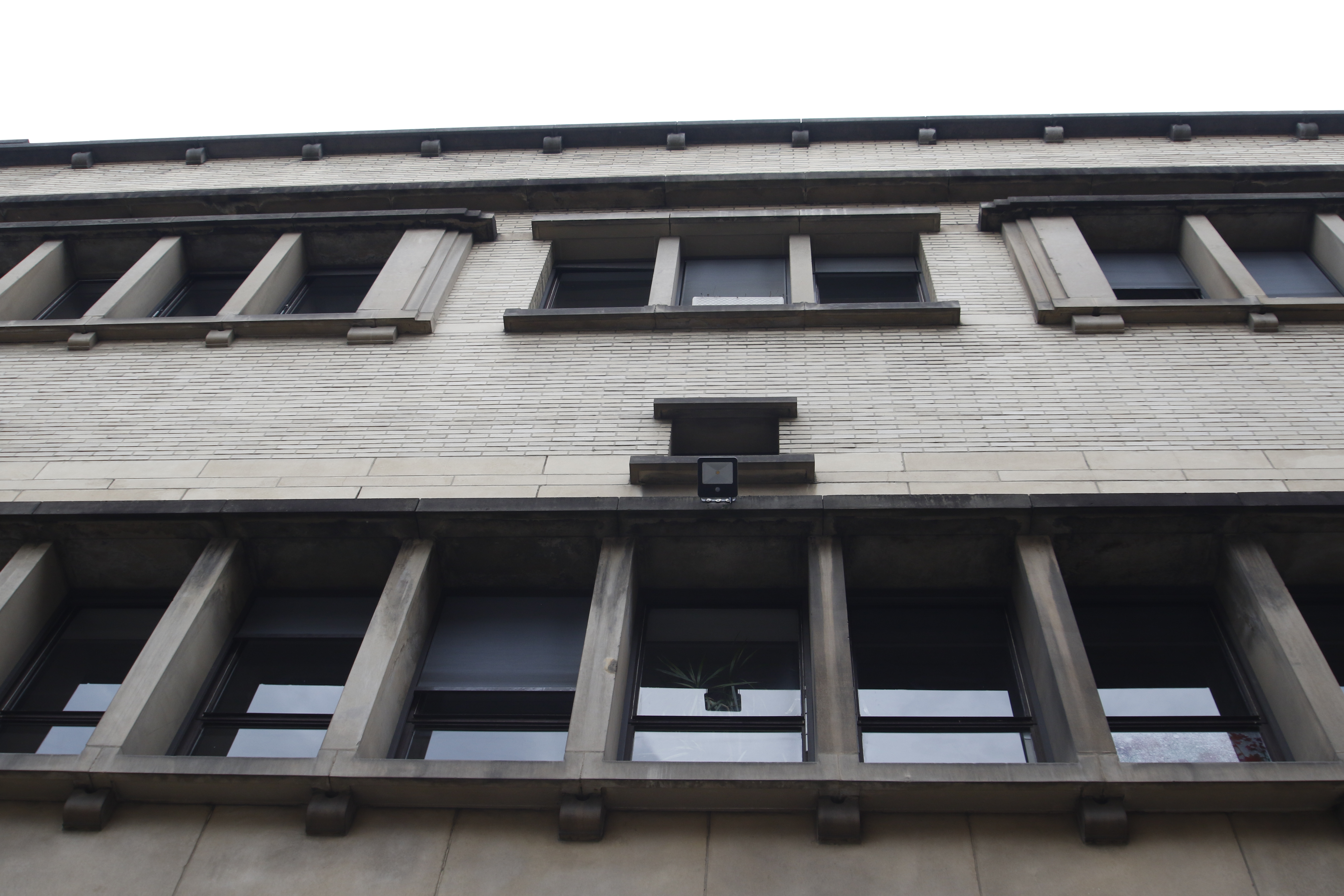
Vue contre-plongée.

## Aboutissement
Bien qu’une qualité patrimoniale soit reconnue aux bâtiments modernistes des années 1950-1960, aucune valeur patrimoniale n’est accordée aux immeubles traditionalistes de la même époque…

## Accès
| ___ | Ce site est desservi par la station de métro : Porte de Namur. |